# 连岛街道
连岛街道，是中华人民共和国江苏省连云港市连云区下辖的一个乡镇级行政单位。

## 行政区划
连岛街道下辖以下地区：
大路口社区、西连岛村、沙湾村和东连岛村。